# Хуан-Мартін Арангурен
Хуан-Мартін Арангурен (ісп. Juan-Martín Aranguren; нар. 7 жовтня 1983) — колишній аргентинський тенісист.
Найвищу одиночну позицію світового рейтингу — 184 місце досяг 19 жовтня 2009, парну — 160 місце — 28 вересня 2009 року.
Здобув 4 парні титули.

## Фінали ATP Челленджер і ITF Ф'ючерс

### Одиночний розряд: 21 (11–10)
| Легенда              |
| -------------------- |
| ATP Челленджер (0–1) |
| ITF Ф'ючерс (11–9)   |

| Фінали за покриттям |
| ------------------- |
| Тверде (0–0)        |
| Ґрунт (11–10)       |
| Трава (0–0)         |
| Килим (0–0)         |

| Результат | В-П   | Дата     | Турнір                            | Рівень     | Покриття | Суперник             | Рахунок                 |
| --------- | ----- | -------- | --------------------------------- | ---------- | -------- | -------------------- | ----------------------- |
| Поразка   | 0–1   | Сер 2005 | Аргентина F7, Буенос-Айрес        | Ф'ючерс    | Ґрунт    | Ліонель Новіскі      | 1–6, 3–6                |
| Перемога  | 1–1   | Вер 2005 | Аргентина F9, Буенос-Айрес        | Ф'ючерс    | Ґрунт    | Агустін Тарантіно    | 7–6(7–4), 1–6, 6–1      |
| Перемога  | 2–1   | Вер 2005 | Уругвай F1, Монтевідео            | Ф'ючерс    | Ґрунт    | Пабло Куевас         | 6–2, 6–2                |
| Перемога  | 3–1   | Вер 2005 | Аргентина F12, Буенос-Айрес       | Ф'ючерс    | Ґрунт    | Агустін Тарантіно    | 6–2, 6–0                |
| Поразка   | 3–2   | Жов 2005 | Болівія F1, Кочабамба             | Ф'ючерс    | Ґрунт    | Агустін Тарантіно    | 4–6, 4–6                |
| Поразка   | 3–3   | Кві 2006 | Уругвай F2, Монтевідео            | Ф'ючерс    | Ґрунт    | Крістіан Вільяґран   | 2–6, 3–6                |
| Поразка   | 3–4   | Тра 2006 | Аргентина F8, Мендоса             | Ф'ючерс    | Ґрунт    | Орасіо Себальйос     | 6–7(2–7), 7–6(7–3), 4–6 |
| Поразка   | 3–5   | Кві 2007 | Аргентина F1, Санта-Фе            | Ф'ючерс    | Ґрунт    | Едуардо Шванк        | 3–6, 2–6                |
| Поразка   | 3–6   | Тра 2007 | Аргентина F2, Буенос-Айрес        | Ф'ючерс    | Ґрунт    | Едуардо Шванк        | 4–6, 4–6                |
| Перемога  | 4–6   | Чер 2007 | Аргентина F9, Буенос-Айрес        | Ф'ючерс    | Ґрунт    | Джонатан Гонсалія    | 6–4, 6–3                |
| Перемога  | 5–6   | Сер 2007 | Аргентина F10, Коррієнтес (місто) | Ф'ючерс    | Ґрунт    | Леандро Мігані       | 6–3, 6–0                |
| Перемога  | 6–6   | Жов 2007 | Аргентина F17, Буенос-Айрес       | Ф'ючерс    | Ґрунт    | Леандро Мігані       | 6–0, 6–2                |
| Перемога  | 7–6   | Лис 2008 | Аргентина F14, Буенос-Айрес       | Ф'ючерс    | Ґрунт    | Ліонель Новіскі      | 6–3, 6–4                |
| Перемога  | 8–6   | Лис 2008 | Перу F5, Ліма                     | Ф'ючерс    | Ґрунт    | Денісс Павловс       | 6–3, 7–5                |
| Перемога  | 9–6   | Чер 2009 | Аргентина F10, Посадас            | Ф'ючерс    | Ґрунт    | Алехандро Фаббрі     | 7–6(7–4), 6–4           |
| Поразка   | 9–7   | Вер 2009 | Комо, Італія                      | Челленджер | Ґрунт    | Олександр Долгополов | 5–7, 6–7(5–7)           |
| Поразка   | 9–8   | Тра 2010 | Італія F6, Віченца                | Ф'ючерс    | Ґрунт    | Ілля Бєляєв          | 3–6, 2–6                |
| Поразка   | 9–9   | Тра 2011 | Італія F7, Віченца                | Ф'ючерс    | Ґрунт    | Матве Мідделкоп      | 5–7, 6–2, 4–6           |
| Перемога  | 10–9  | Вер 2011 | Аргентина F14, Мар-дель-Плата     | Ф'ючерс    | Ґрунт    | Пабло Гальдон        | 6–3, 1–6, 6–4           |
| Перемога  | 11–9  | Бер 2012 | Аргентина F1, Carilo              | Ф'ючерс    | Ґрунт    | Хуан-Пабло Амадо     | 6–3, 7–6(7–2)           |
| Поразка   | 11–10 | Бер 2012 | Аргентина F2, Dolores             | Ф'ючерс    | Ґрунт    | Ніколас Пастор       | 6–1, 2–6, 6–7(2–7)      |

### Парний розряд: 32 (15–17)
| Легенда              |
| -------------------- |
| ATP Челленджер (4–1) |
| ITF Ф'ючерс (11–16)  |

| Фінали за покриттям |
| ------------------- |
| Тверде (0–1)        |
| Ґрунт (15–16)       |
| Трава (0–0)         |
| Килим (0–0)         |

| Результат | В-П   | Дата     | Турнір                              | Рівень     | Покриття | Партнер              | Суперники                                            | Рахунок               |
| --------- | ----- | -------- | ----------------------------------- | ---------- | -------- | -------------------- | ---------------------------------------------------- | --------------------- |
| Поразка   | 0–1   | Лип 2003 | Еквадор F1, Гуаякіль                | Ф'ючерс    | Тверде   | Дієґо Крістін        | Себастьян Декуд Пабло Гонсалес                       | 4–6, 5–7              |
| Поразка   | 0–2   | Сер 2003 | Argentins F2, Буенос-Айрес          | Ф'ючерс    | Ґрунт    | Матіас де Хенаро     | Енцо Артоні Ґуставо Маркассіо                        | 6–4, 2–6, 3–6         |
| Поразка   | 0–3   | Тра 2004 | Argentins F2, Буенос-Айрес          | Ф'ючерс    | Ґрунт    | Себастьян Декуд      | Едуардо Шванк Хуан-Пабло Амадо                       | 1–6, 6–7(6–8)         |
| Поразка   | 0–4   | Тра 2004 | Боснія і Герцеговина F2, Брчко      | Ф'ючерс    | Ґрунт    | Хуан-Крус Веспріні   | Ґоран Тошич Никола Чирич                             | 2–6, 3–6              |
| Перемога  | 1–4   | Чер 2004 | Боснія і Герцеговина F3, Прієдор    | Ф'ючерс    | Ґрунт    | Ліонель Новіскі      | Ґоран Тошич Никола Чирич                             | 6–4, 6–3              |
| Поразка   | 1–5   | Чер 2004 | Сербія і Чорногорія F1, Сомбор      | Ф'ючерс    | Ґрунт    | Ліонель Новіскі      | Ґоран Тошич Никола Чирич                             | 6–3, 6–7(5–7), 3–6    |
| Поразка   | 1–6   | Чер 2004 | Сербія і Чорногорія F2, Белград     | Ф'ючерс    | Ґрунт    | Ліонель Новіскі      | Давид Савич Ілія Бозоляц                             | 2–6, 2–6              |
| Поразка   | 1–7   | Лип 2004 | Румунія F9, Балш                    | Ф'ючерс    | Ґрунт    | Домінік Коен         | Габр'єл Морару Горія Текеу                           | 0–6, 6–4, 2–6         |
| Перемога  | 2–7   | Сер 2004 | Чилі F1A, Сантьяго                  | Ф'ючерс    | Ґрунт    | Патрісіо Руді        | Родольфо Даруйч Дієго Хункейра                       | 1–6, 6–3, 6–3         |
| Поразка   | 2–8   | Жов 2004 | Болівія F2, Санта-Крус-де-ла-Сьєрра | Ф'ючерс    | Ґрунт    | Крістіан Вільяґран   | Тьяго Алвес Жуліо Сілва                              | 3–6, 7–5, 0–6         |
| Поразка   | 2–9   | Кві 2005 | Чилі F1, Сантьяго                   | Ф'ючерс    | Ґрунт    | Патрісіо Руді        | Бріан Дабуль Даміан Патріарка                        | 2–6, 6–4, 2–6         |
| Поразка   | 2–10  | Кві 2007 | Франція F6, Анже                    | Ф'ючерс    | Ґрунт    | Себастьян Уріарте    | Джозеф Сіріанні Домінік Мефферт                      | 1–6, 1–6              |
| Поразка   | 2–11  | Лип 2007 | Франція F10, Бург-ан-Бресс          | Ф'ючерс    | Ґрунт    | Ксав'є Одуа          | Жан-Батіст Перлан Ксав'є Пюжо                        | 2–6, 2–6              |
| Перемога  | 3–11  | Бер 2008 | Італія F4, Кальтаніссетта           | Ф'ючерс    | Ґрунт    | Хуан-Франсіско Спіна | Милян Зекич Никола Чирич                             | без гри               |
| Перемога  | 4–11  | Бер 2008 | Єгипет F1, Каїр                     | Ф'ючерс    | Ґрунт    | Алехандро Фаббрі     | Шеріф Сабри Карім Маамун                             | 7–5, 6–4              |
| Поразка   | 4–12  | Кві 2008 | Італія F7, Рим                      | Ф'ючерс    | Ґрунт    | Алехандро Фаббрі     | Хуан-Пабло Вільяр Джонатан Гонсалія                  | 6–3, 6–7(5–7), [7–10] |
| Перемога  | 5–12  | Чер 2008 | Сассуоло, Італія                    | Челленджер | Ґрунт    | Стефано Гальвані     | Хосе Антоніо Санчес де Луна Рубен Рамірес Ідальго    | 5–7, 6–2, [10–8]      |
| Поразка   | 5–13  | Чер 2008 | Мілан, Італія                       | Челленджер | Ґрунт    | Марк Форнель Местрес | Їв Аллегро Горія Текеу                               | 4–6, 4–6              |
| Перемога  | 6–13  | Жов 2008 | Аракажу, Бразилія                   | Челленджер | Ґрунт    | Франко Феррейро      | Тьяго Алвес Жоао Соуза                               | 6–4, 6–4              |
| Поразка   | 6–14  | Тра 2009 | Італія F9, Аоста                    | Ф'ючерс    | Ґрунт    | Алехандро Фаббрі     | Леандро Мігані Гільєрмо Ормасабаль                   | 5–7, 6–2, [8–10]      |
| Перемога  | 7–14  | Тра 2009 | Італія F10, Поццуолі                | Ф'ючерс    | Ґрунт    | Алехандро Фаббрі     | Вальтер Трузенді Леонардо Аццаро                     | 6–4, 6–4              |
| Перемога  | 8–14  | Тра 2009 | Італія F11, Парма                   | Ф'ючерс    | Ґрунт    | Вальтер Трузенді     | Грег Джонс Антал ван дер Дейм                        | 6–2, 6–3              |
| Перемога  | 9–14  | Чер 2009 | Італія F14, Местре                  | Ф'ючерс    | Ґрунт    | Федеріко Торрезі     | Каден Генсел Адам Габбл                              | 7–5, 6–1              |
| Поразка   | 9–15  | Сер 2009 | Німеччина F12, Дортмунд             | Ф'ючерс    | Ґрунт    | Райлан Різза         | Ярослав Поспішил Александер Ренар                    | 4–6, 6–4, [4–10]      |
| Перемога  | 10–15 | Сер 2009 | Женева, Швейцарія                   | Челленджер | Ґрунт    | Дієґо Альварес       | Генрі Лааксонен Філіпп Освальд                       | 6–4, 4–6, [10–2]      |
| Перемога  | 11–15 | Лис 2009 | Ліма, Перу                          | Челленджер | Ґрунт    | Мартін Алунд         | Гільєрмо Рівера Арангіс Крістобаль Сааведра Корвалан | 6–2, 7–6(7–4)         |
| Поразка   | 11–16 | Кві 2010 | Італія F4, Верчеллі                 | Ф'ючерс    | Ґрунт    | Алехандро Фаббрі     | Ілля Бєляєв Андрій Кузнєцов                          | 4–6, 6–7(2–7)         |
| Перемога  | 12–16 | Тра 2010 | Італія F8, Поццуолі                 | Ф'ючерс    | Ґрунт    | Алехандро Фаббрі     | Ден Еванс Лауринас Грігеліс                          | 6–4, 7–6(7–4)         |
| Перемога  | 13–16 | Тра 2010 | Італія F10, Чезена                  | Ф'ючерс    | Ґрунт    | Алехандро Фаббрі     | Пабло Сантос-Гонсалес Габрієль Трухільйо Солер       | 6–2, 7–6(7–2)         |
| Перемога  | 14–16 | Сер 2010 | Німеччина F11, Вецлар               | Ф'ючерс    | Ґрунт    | Дієґо Альварес       | Радек Заграй Андре Бегеманн                          | 6–4, 6–2              |
| Поразка   | 14–17 | Тра 2011 | Італія F7, Віченца                  | Ф'ючерс    | Ґрунт    | Алехандро Фаббрі     | Іван Б'єлиця Матве Мідделкоп                         | 4–6, 4–6              |
| Перемога  | 15–17 | Чер 2011 | Італія F13, Парма                   | Ф'ючерс    | Ґрунт    | Алехандро Фаббрі     | Джанлука Назо Омар Джакалоне                         | 6–4, 7–6(7–5)         |